# Campionato zambiano di calcio
Il campionato zambiano di calcio si suddivide in una serie di categorie interconnesse tra loro in modo gerarchico. La massima divisione del calcio in Zambia è la Super Division, che comprende 18 squadre.

## Struttura
Il campionato di calcio in Zambia è articolato in questi livelli:
1. Super Division, campionato nazionale di 18 squadre
2. Division 1, campionato nazionale di 36 squadre

| Livello | Divisione                                    | Divisione                                    | Divisione                                    | Divisione                                    | Divisione                                    | Divisione                                    | Divisione                                    | Divisione                                    | Divisione                                    | Divisione                                    | Divisione                                    | Divisione                                    |
| ------- | -------------------------------------------- | -------------------------------------------- | -------------------------------------------- | -------------------------------------------- | -------------------------------------------- | -------------------------------------------- | -------------------------------------------- | -------------------------------------------- | -------------------------------------------- | -------------------------------------------- | -------------------------------------------- | -------------------------------------------- |
| 1       | Super Division - (lega nazionale) 18 squadre | Super Division - (lega nazionale) 18 squadre | Super Division - (lega nazionale) 18 squadre | Super Division - (lega nazionale) 18 squadre | Super Division - (lega nazionale) 18 squadre | Super Division - (lega nazionale) 18 squadre | Super Division - (lega nazionale) 18 squadre | Super Division - (lega nazionale) 18 squadre | Super Division - (lega nazionale) 18 squadre | Super Division - (lega nazionale) 18 squadre | Super Division - (lega nazionale) 18 squadre | Super Division - (lega nazionale) 18 squadre |
| 2       | Division 1 (lega nazionale) 36 squadre       | Division 1 (lega nazionale) 36 squadre       | Division 1 (lega nazionale) 36 squadre       | Division 1 (lega nazionale) 36 squadre       | Division 1 (lega nazionale) 36 squadre       | Division 1 (lega nazionale) 36 squadre       | Division 1 (lega nazionale) 36 squadre       | Division 1 (lega nazionale) 36 squadre       | Division 1 (lega nazionale) 36 squadre       | Division 1 (lega nazionale) 36 squadre       | Division 1 (lega nazionale) 36 squadre       | Division 1 (lega nazionale) 36 squadre       |

## Coppe nazionali
Esiste una coppa nazionale, a cui possono partecipare squadre di tutti i livelli.
- Coppa dello Zambia